# 82
Glej tudi: število 82
82 (LXXXII) je bilo navadno leto, ki se je po julijanskem koledarju začelo na torek.

## Dogodki
- 1. januar